# 빅토르 페레이라
빅토르 우고 페레이라(1964년 2월 24일 ~ )는 아르헨티나의 전직 축구 선수로 과거 포지션은 공격수였다.

## 선수 시절

### 클럽
1964년 2월 24일 아르헨티나 코르도바주 리오 테르세로에서 태어나 1984년 연고팀인 라싱 코르도바에서 데뷔한 이후 1998년 은퇴할 때까지 CA 산로렌소, 던디 유나이티드(스코틀랜드), 우라와 레즈(일본), CA 벨그라노, 에스투디안테스 데 라플라타, CA 타예레스, 아르헨티노스 주니어스, 두글라스 하이그 등에서 활동했다.

### 국가대표팀
1991년 3월 13일 멕시코와의 친선 경기에서 아르헨티나 A대표팀 소속으로 국제 A매치 데뷔전을 치른 뒤 3월 27일 라이벌 브라질과의 친선 경기에서 A매치 데뷔골을 기록했으나 이후 단 한번도 대표팀에 발탁되지 못했다.

## 통계
| 아르헨티나 | 아르헨티나 | 아르헨티나 |
| 연도       | 출전       | 골         |
| ---------- | ---------- | ---------- |
| 1991       | 2          | 1          |
| 합계       | 2          | 1          |